# Bretby
Bretby är en civil parish i Storbritannien.   Den ligger i distriktet South Derbyshire i grevskapet Derbyshire i England, i den södra delen av landet, 170 km nordväst om huvudstaden London. Antalet invånare är 893.